# Portolan

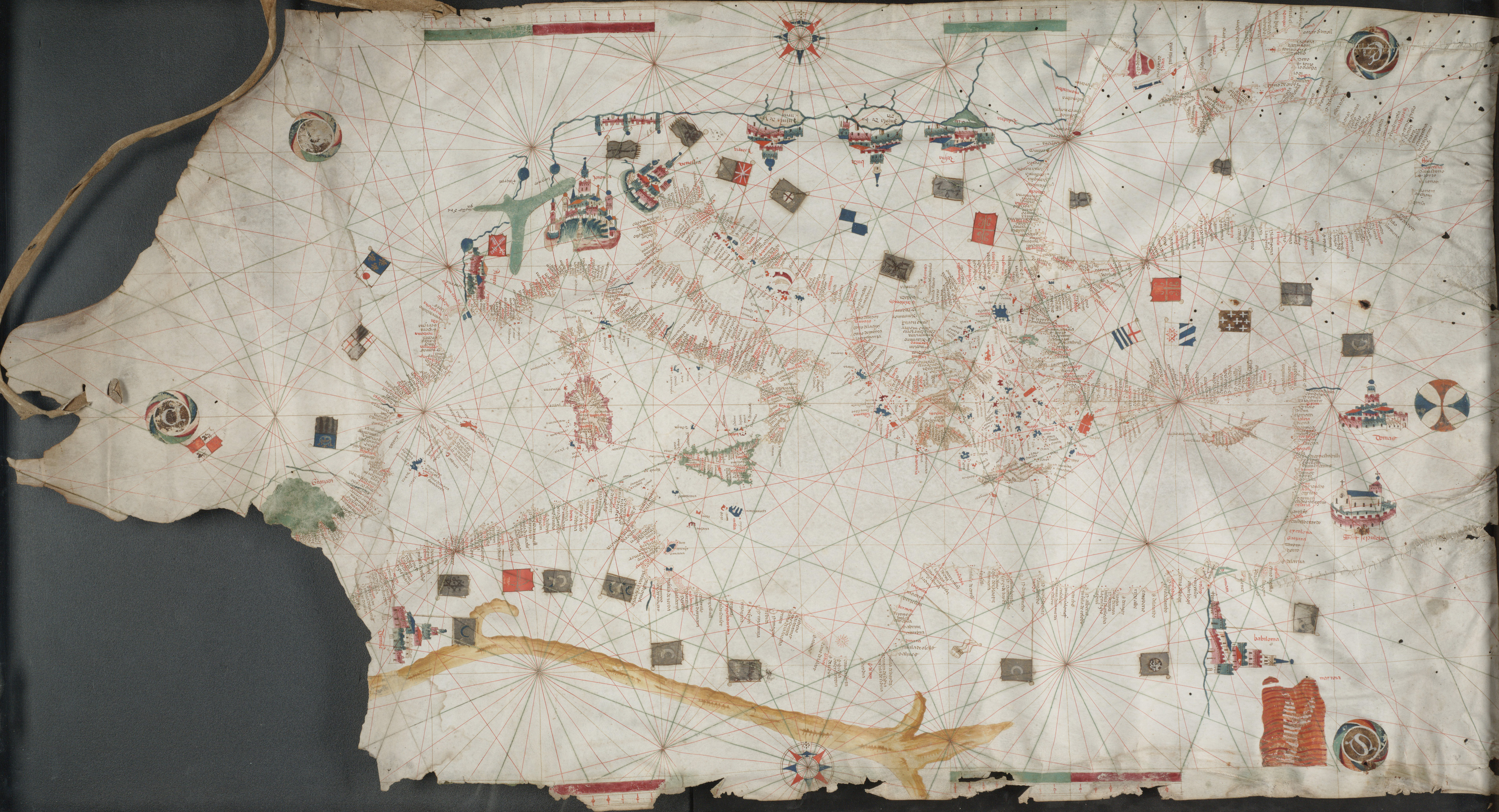
Portolan över Medelhavet av okänd kartograf från 1400-talet. Ritad på veläng, bearbetat kalv- eller fårskinn.

En portolan, eller mer korrekt portolankarta, är en föregångare till dagens sjökort. De första portolanerna framställdes av arabiska och judiska kartografer på Sicilien och Mallorca under 1200-talet. Ordet portolan kommer från italienska portolano som är avlett från ordet portus vilket betyder hamn.
Portolaner började produceras under medeltiden, samma epok under vilken kompassen kom till. Kartorna karaktäriseras av att de markerar alla hamnar och att kända segelrutter samt kompassriktningar (så kallade loxodromer) är inritade. Portolanerna var i början beskrivningar av områden viktiga för sjöfarten runt Medelhavet. De visade rutter och hamnar vid Medelhavet, med angränsande atlantkuster, och Svarta havet. När sjöfararna från den iberiska halvön begav sig lägre bort under 1400-talet gjordes även portolaner över Afrikas västkust och Sydamerikas östra kust. Under slutet av 1400-talet och början av 1500-talet  betraktades portolaner av de portugisiska och spanska kungamakterna som statshemligheter.
Portolanerna var förvånansvärt korrekta vad gäller avstånd mellan hamnar och kuster men de saknade en omräkning av jordens rundning till den platta kartan. Detta gjorde att portolanerna mot slutet av 1500-talet, då allt fler fartyg gav sig ut på långa färder över Atlanten och till Asien, inte var användbara. Dessutom  blev portolanerna alltmer illustrerade och dekorerade kopior av tidigare kartor. På 1600-talet hade detta utvecklats till ett manér och de klassiska portolanerna förlorade mycket av sin tidigare relevans för sjöfarten. 

## Exempel på portolankartor

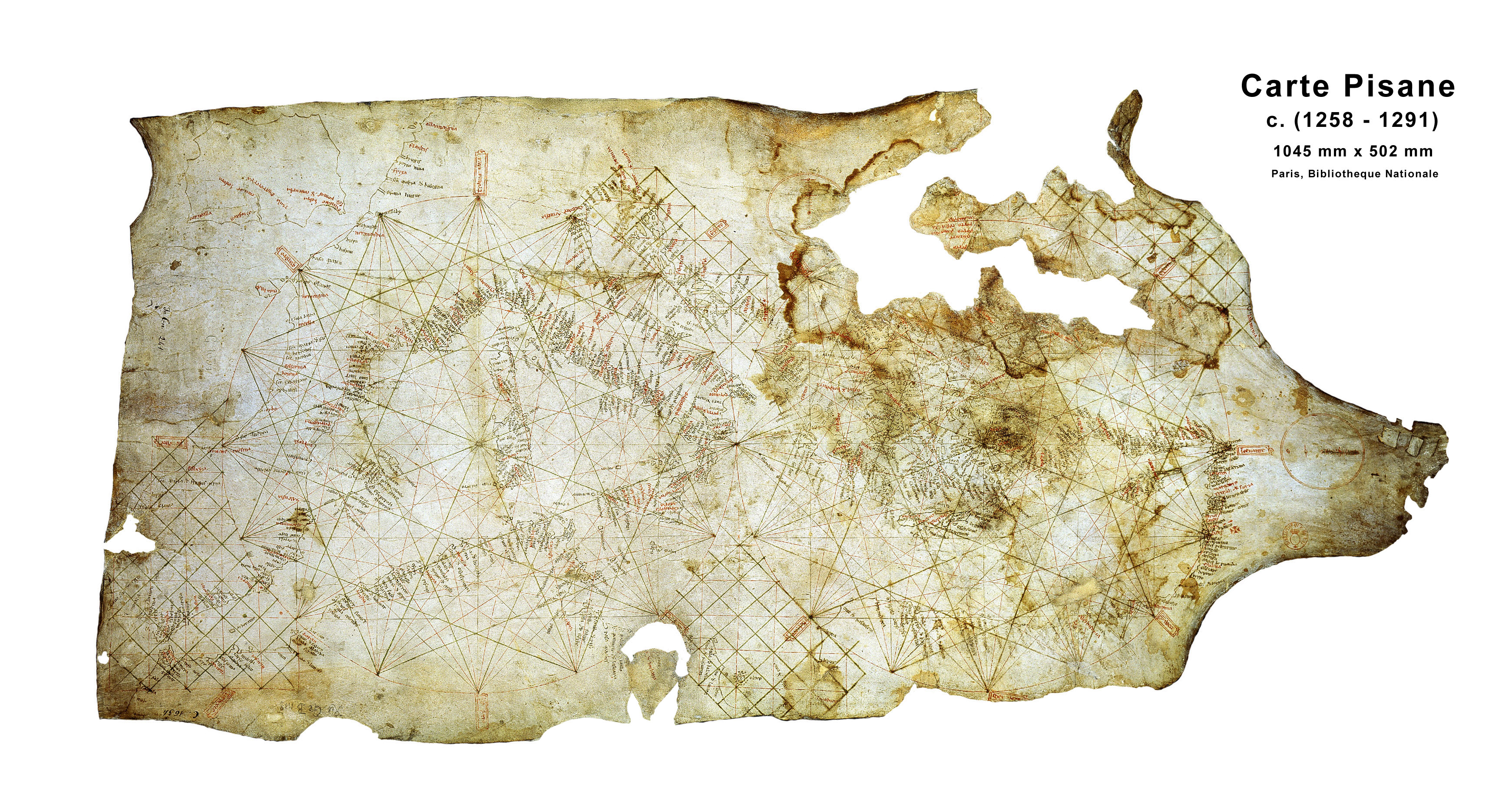
Carta Pisana, från ca 1275-1300, en av de äldsta kända portolanerna. Den omfattar Medelhavet, med angränsande atlantkuster, och Svarta havet.
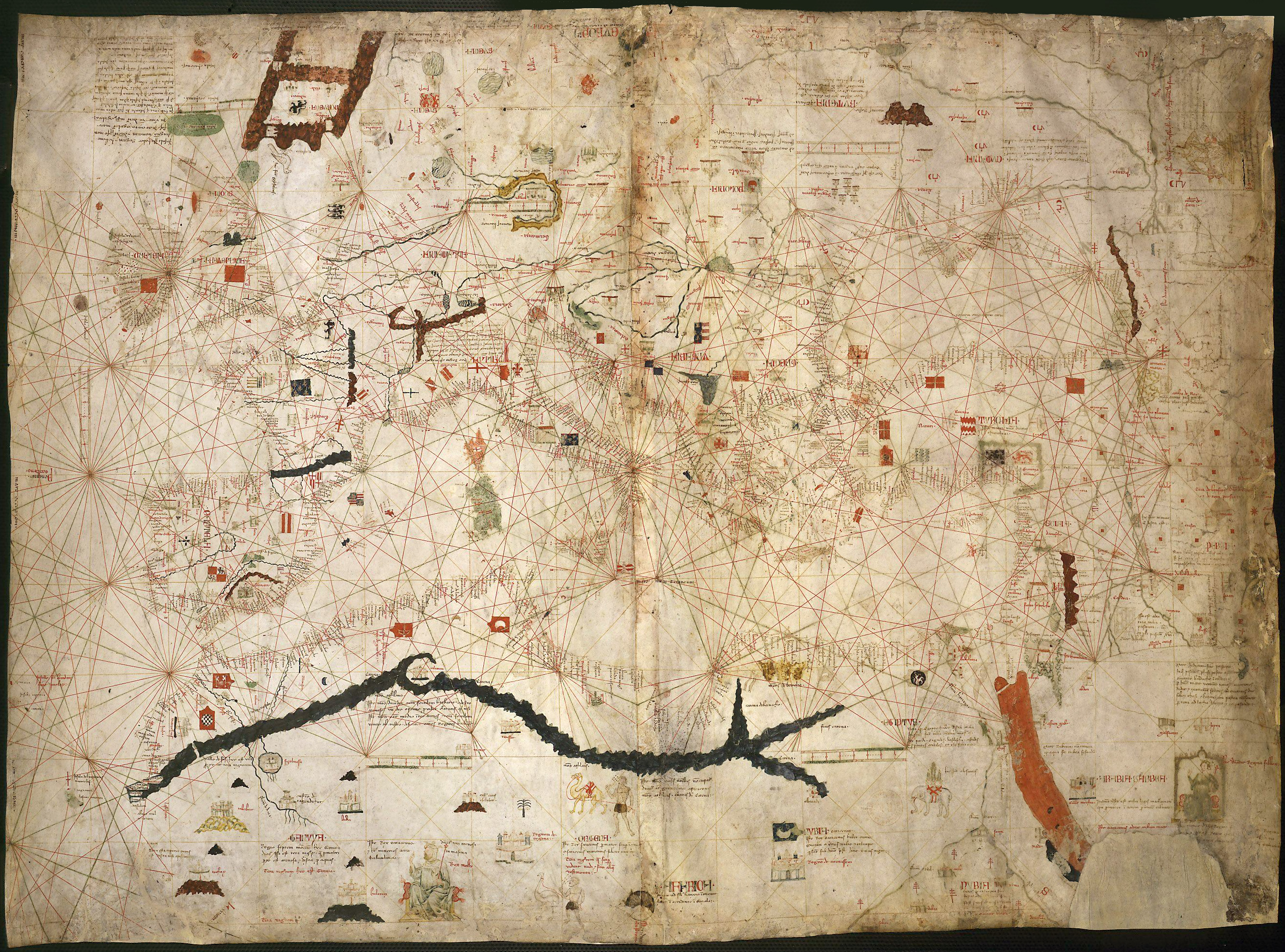
Portolan av Angelino Dulcert från Mallorca, 1339.
Christofer Columbus portolan över Europa och Nordafrika, cirka 1495.
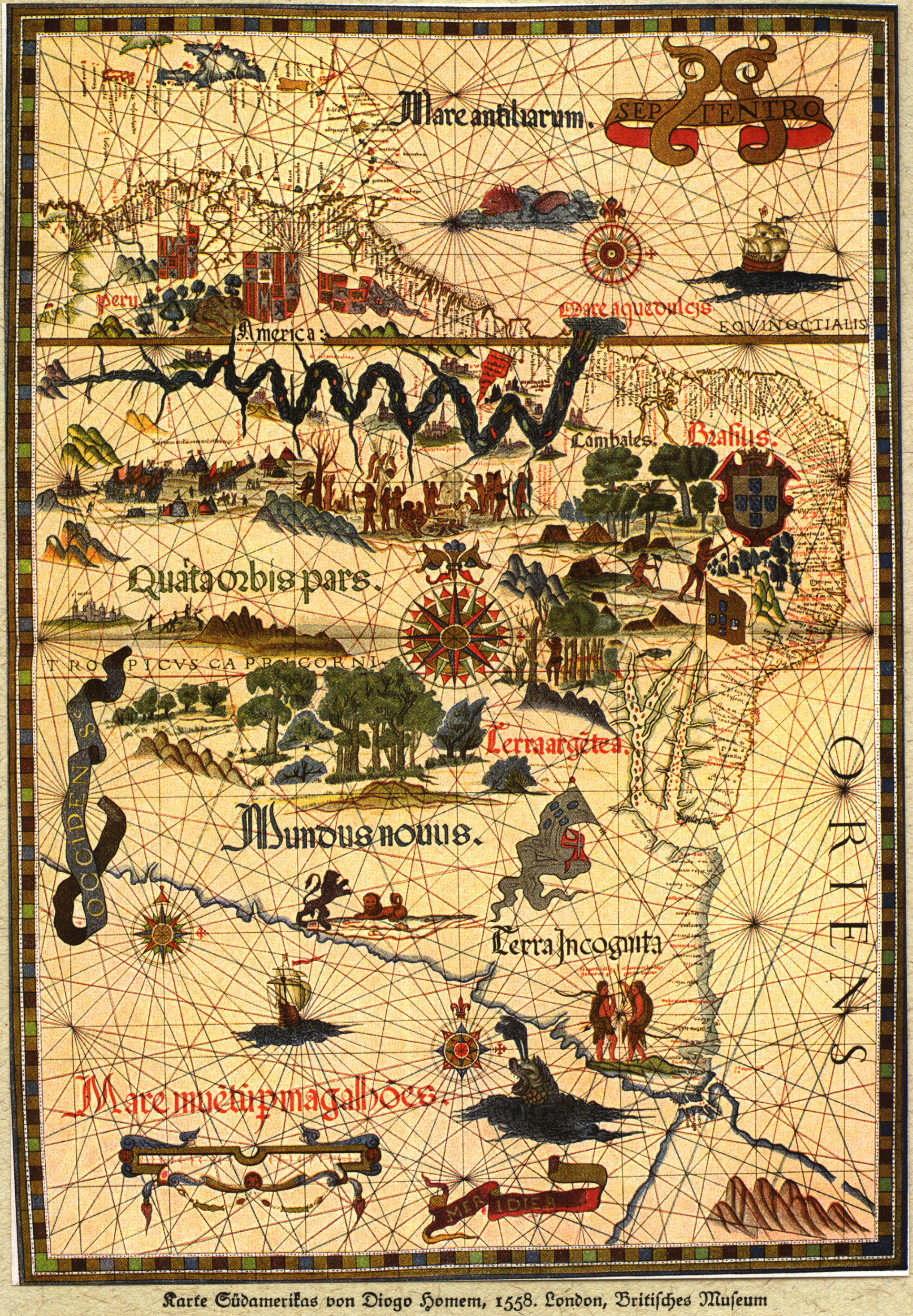
Rikt illustrerad portolan över Sydamerikas ostkust, 1558.
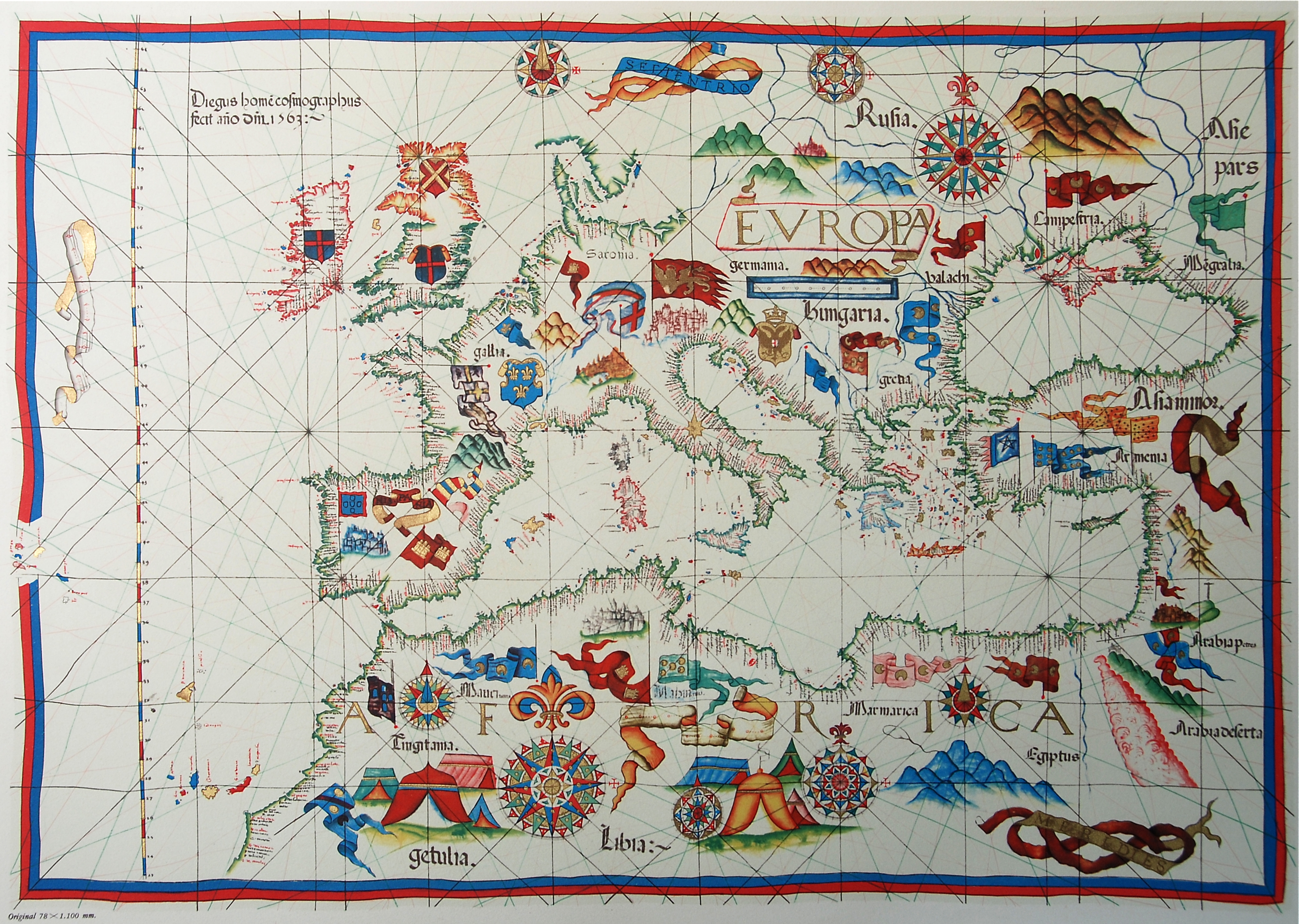
Rikt illustrerad portolan över Europa och Nordarfrika av Diogo Homem, 1563.

## Portolankartornas uppkomst – ett svårlöst historisk-kartografiskt problem
Nedanstående text är ett avsnitt ur en artikeln i  Nordisk familjeboks månadskrönika från 1939 och är baserad på den forskning som gjordes under senare delen av 1800-talet och i början av 1900-talet. Nyare forskning i ämnet från senare delen av 1900-talet och början av 2000-talet finns därför inte med i denna artikel.
Liksom vetenskaperna allmänt under medeltiden var även kartografin underordnad teologiska och filosofiska synpunkter. Medeltida kartor innehåller så gott som inget konkret geografiskt vetande. De är i stället grafiska sammanställningar av uppgifter från bibeln samt kuriösa notiser från  senlatinska skriftställare som Solinus, Pomponius Mela, Isidorus av Sevilla med flera i en kartform, som även om den ytterst stammar från antiken, dock liksom allt annat antikt gods under medeltiden förgrovats och schematiserats. Så gott som alla medeltida kartor är också världskartor, mappae mundi. De få ansatser till specialkartor som gjorts, till exempel Matthaeus Parisiensis’ karta över England, hade synbarligen ingen betydelse. 
Vid sidan av dessa mappae mundi, vars upphovsmän tillhörde vetenskapliga och teologiska kretsar, uppträdde vid slutet av 1200-talet plötsligt en grupp kartor med diametralt motsatt natur, nämligen sjökort över Medelhavet och angränsande delar av Atlantiska oceanen. Kartorna hade ett rent praktiskt syfte, att tjäna som ledning för de sjöfarande, och upptog bara kustlinjerna. Inom denna ram når de emellertid resultat, som fyller mycket höga anspråk och betecknar ett stort framsteg, jämfört med den övriga medeltida kartografin, i vissa hänseenden även i jämförelse med den antika.
Den vanligaste benämningen på dessa kartor är portolankartor eller kort och gott ”portolaner”. Denna sista form är visserligen mycket vanlig men olämplig, eftersom portolan (it. portolano) egentligen betyder seglingsbeskrivning. En annan benämning, som inte längre används, är loxodromkartor, på grund av det nätverk av riktningslinjer, som är karakteristiskt för dessa kartor och som tidigare – med orätt – uppfattades såsom loxodromer. Dessa riktningslinjer ha även gett upphov till det tyska namnet Rumbenkarten (vindriktningskartor). Slutligen finner man även namnet kompasskartor, vilket inte heller det är särskilt lyckat, då det antyder, att deras uppkomst är knuten till införandet av kompassen i nautikens tjänst, vilket är obevisat.
Den tidigaste daterade portolankarta, som bevarats till vår tid, är utförd av Pietro Vesconte 1311. Vesconte utförde även andra berömda portolankartor 1318 och 1327. En odaterad portolanatlas, de så kallade Carte pisane, i Bibliothèque nationale de France i Paris, dateras emellertid till slutet av 1200-talet. Vissa forskare anse dem till och med betydligt äldre (slutet av 1100-talet). 
Dessa äldsta kartor är av genuesiskt ursprung, och under hela den följande tiden är Italien det viktigaste ursprungslandet. Dessutom uppträder redan under 1300-talet ett nytt centrum för portolantillverkningen i Katalonien och speciellt på Balearerna. Från och med 1500-talet fanns även spanska, portugisiska, franska och arabiska portolankartor. Bland mängden av italienska portolankartor förtjänar nämnas, utom de ovannämnda Carte pisane, de kartor, som mellan 1311 och 1321 utfördes av Pietro Vesconte i Genua och Venedig, den anonyma portolano Laurentiano-Gaddeano från 1351 (en atlas, innehållande bland annat en högst märklig karta över Afrika), arbeten av Grazioso Benincasa, Battista Agnese samt av medlemmar av familjerna Maiolo, Freducci, Oliva m. fl. Den katalansk-mallorquinska kartografskolans förnämsta representanter är Angelino Dulcert, Peire Rossell samt de judiska kartograferna Abraham och Jafuda Cresques (den senare även med namnet Jaume Ribes som konvertit), mästarna till den praktfulla Karl V:s katalanska atlas från omkring 1381. Portugisernas största namn är kartograffamiljen Homem. I Frankrike fanns vid mitten av 1500-talet ett livligt centrum för portolantillverkningen i Dieppe och Le Havre.
Under 1500-talets senare hälft inträdde för de italienska portolankartornas vidkommande en tillbakagång. Man nöjde sig i allmänhet med att slaviskt kopiera äldre förlagor. Trots att tryckta sjökartor vid denna tid började ges ut, fanns i södra Italien och särskilt på Sicilien en omfattande portolantillverkning, som fortsatte ända fram till slutet av 1600-talet. De tryckta sjökorten hade tydligen svårt att stå sig i konkurrensen. De konservativa sjömännen såg med misstro på dem och höll strängt fast vid de gamla handritade kartorna.
De utomitalienska portolankartorna innehöll från 1500-talet ett nytt intresse, nämligen de stora geografiska upptäckterna.
Antalet bevarade portolankartor är rätt stort och torde uppgå till upp emot tusen. 1882 gav Uzielli-Amat ut en förteckning över de italienska portolankartorna, som upptog 430 kartor. Sedan dess har ytterligare ett stort antal tagits fram, framför allt ur italienska och franska bibliotek och arkiv.

Portolankarta från Skoklostersamlingen. Kartan visar Medelhavet med öst i toppen av kartan.

I svenska samlingar finnas endast några få exempel på dessa kartor. Uppsala universitetsbibliotek äger en osignerad portolankarta, som av A. E. Nordenskiöld daterats till 1400-talet men som säkert är av senare datum. Kungl. Biblioteket äger en liten, mycket vacker portolanatlas av Battista Agnese från omkring 1541. En annan atlas av samme kartograf tillhör det Mörnerska biblioteket på Espelunda. I Skoklostersamlingen, nu i riksarkivet, finns en praktfull portolanatlas, signerad Georgios Calapoda 1552, en spansk från 1540-talet samt en anonym, grovt tecknad portolankarta från slutet av 1500-talet. Slutligen finns i privat ägo en karta, utförd av Giovanni Oliva i Livorno 1632.
Portolankartorna har alla ett likartat utseende. De är ritade på så kallat spansk-italienskt pergament, där innersidan är starkt glättad, medan utsidan är grövre och av gråaktig färg. Ursprungligen användes skinnet av ett helt djur, där halsskinnet löper ut i en flik, den så kallade umbilicus. Även när inte hela skinn använts, ges pergamentbladet gärna denna form. Utom lösa kartblad, som förvarades rullade, finnas även atlanter, sammanfogade av flera blad specialkartor. Portolankartornas storlek är i allmänhet cirka 70x40 cm, men det finns också mycket större (Bartolomeo Paretos karta av 1455 mäter sålunda 148x70 cm). Portolan-atlanterna varierar mellan 15x11 cm (den så kallade Luxoroportolanen) och 50x85 (en av Benincasas portolanatlanter).
Portolankartorna omfattar i första hand Medelhavet och delar av Svarta havet samt dessutom atlantkusten i norr antingen till Kap Finisterre eller upp till Sluis i Holland jämte de brittiska öarna. Någon gång tas även Danmark och delar av Östersjön med, men kustlinjerna har då en vag karaktär och tycks inlagda efter hörsägner. I söder tas atlantkusten med först till Kap Mogador, senare till Kap Bojador. I Atlanten är ofta de legendariska öarna Antillia, S. Brandano och Frixlanda inlagda.
Under 1500-talet upptog de utomitalienska portolankartorna även främmande världsdelar, medan de italienska i allmänhet var begränsade till de europeiska kusterna.
Liksom sjökorten visar portolankartorna endast kustlinjerna, och om det innanför liggande landområdet ges i allmänhet ingen upplysning. Dessa områden fylls i stället av bilder av städer, vapen, djur eller legender. Kustlinjerna är försedda med ett stort antal namn, alltid skrivna så att de går inåt från kustlinjen. Viktigare orter är skrivna med rött bläck.
Kustlinjerna är förvånande korrekt ritade. Detaljerna däremot är, särskilt i äldre portolan, stiliserade och innehåller felaktigheter. Medelhavet, som på de ptolemaiska kartorna har en alltför stor utsträckning i öster-väster (62° i stället för 42°), har på portolankartorna nästan sin rätta form. Däremot är Pyreneiska halvöns atlantkust genomgående för kort.
Det karakteristiska draget i portlankartornas yttre form är emellertid det nätverk av riktningslinjer, som täcker hela kartan. Linjerna utgår från ett system av vindrosor, en i centrum och sexton på ett visst från denna. Ibland finns flera system på samma karta. För den centrala vindrosen finns inte någon bestämd placering. Den varierar även på kartor av samme kartograf. Varje ros omfattar 16, någon gång 32 vindar.
Portolankartorna är rena plattkartor, konstruerade efter avstånd och kurs utan hänsyn till jordens sfäriska form.
Frågan om portolankartornas uppkomst har länge sysselsatt forskarna, men någon tillfredsställande lösning har man inte kommit fram till.
Flera skäl gör problemet mystiskt och lockande, framför allt karttypens plötsliga uppträdande. Den ligger inte i någon som helst linje med kartografiens utveckling i övrigt. Men redan i de tidigaste kända portolankartorna visar karttypen i dess slutliga form, och inga spår finns av några övergångsformer, som skulle kunna leda fram till denna typ. Sjökort omnämns i litteraturen tidigast cirka 1270. De enda hjälpmedel man tidigare haft är de antika seglingsbeskrivningarna, periploi, och de medeltida seglingsbeskrivningarna, portolanerna. De äldsta bevarade medeltida portolanerna är dock inte äldre än från 1200-talet. Lelewel ("Géographie de Moyen Åge", 1852—57), tänkte sig att dessa kartor kunde gå tillbaka till antiken, men tyvärr kom han inte att fullfölja sin tanke, men den togs upp senare av främst Hermann Wagner (geograf) 1898.
Wagner utgick från den måttskala, som finnes på varje portolankarta. Tolkningen av dessa så kallade scalabasi är svår. Redan det ojämna och buckliga pergamentet och den stiliserade kustlinjen med dess mängd av namn gör det svårt att finna korrekta data för noggrannare beräkningar. Mätningar på olika delar av kartan ger dessutom vanligen olika resultat. Uppskattningar av "portolanmilens" längd är därför starkt varierande. Wagner ansåg sig dock kunna leda i bevis, att denna, som han kallade "lilla sjömilen", gick tillbaka till senantiken. Uppfinningen av kompassen ansåg Wagner därför inte ha haft något inflytande på portolankartornas uppkomst. Förklaringen av den "lilla sjömilen" var dock inte helt övertygande, och något positivt belägg för sjökortens förekomst i antik tid kunde han inte visa.
Andra forskare, framför allt Theobald Fischer och Konrad Kretschmer, försökte gå en annan väg. De accepterade som ett faktum, att sjökorten inte var äldre än de som fanns bevarade och att därför portolankartorna var en medeltida uppfinning. Det som möjliggjorde uppfinningen var införandet av kompassen. Behovet av sjökort, säger Kretschmer, kom inte förrän man övergav den rena kustfarten, och detta skedde inte förrän kompassen kom i bruk. Utan kompassen var det heller inte möjligt att bestämma kursen så noggrant, att det kunde användas såsom grundval för kartframställning. 
Kompassnålens egenskaper var kända i Västerlandet redan på 1000-talet. Men den kom inte till allmän användning inom sjöfarten förrän in på 1200-talet, alltså just vid den tid, då de tidigaste portolankartorna kom.
Kretschmer underströk också skillnaden mellan de antika periploi och de medeltida portolanerna. De förstnämnda innehöll bara uppgifter om avstånd, de senare både avstånd och kurser.
När uppgifter om kurser fördes in i seglingsbeskrivningarna, kunde de användas som grundval för kartframställningar. Sådana kartor skulle ursprungligen ha upprättats för vissa mindre sträckor, vilka sedan någon gång på 1200-talet sammanställts. Portolankartornas enhetliga utformning skulle tyda på att de alla går tillbaka på ett enda original.
Enligt Adolf Erik Nordenskiöld finns vissa spår av denna utveckling i några kartskisser i en handskrift till Leonardi Datis La Sphera, som dock kom så sent som i början av 1400-talet.
Inte heller denna förklaring är tillfredsställande. Det förefaller märkligt, att en så säker och fast tradition, som portolankartorna redan från början visar, skulle kunna ha skapas på några få decennier. Likaså är det förvånande, att antikens folk, som var sjöfarande, även om den nautiska skickligheten kanske inte var så stor, inte skulle ha ägt några slags sjökort. Men att den antika vetenskapliga geografin inte tagit hänsyn till kartor är inte att förvåna sig över. Det finns i kartografins historia ofta liknande brist på förbindelser mellan den nautiska och den vetenskapliga kartografin.